# Lonicera implexa
Lonicera implexa är en kaprifolväxtart. Lonicera implexa ingår i släktet tryar, och familjen kaprifolväxter.

## Underarter
Arten delas in i följande underarter:
- L. i. implexa
- L. i. splendida
- L. i. valentina

## Bildgalleri

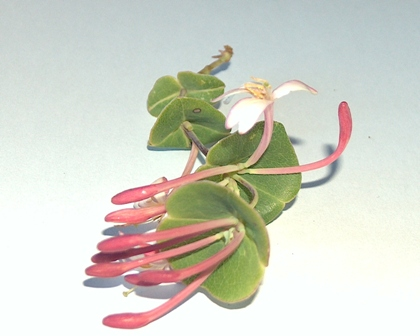
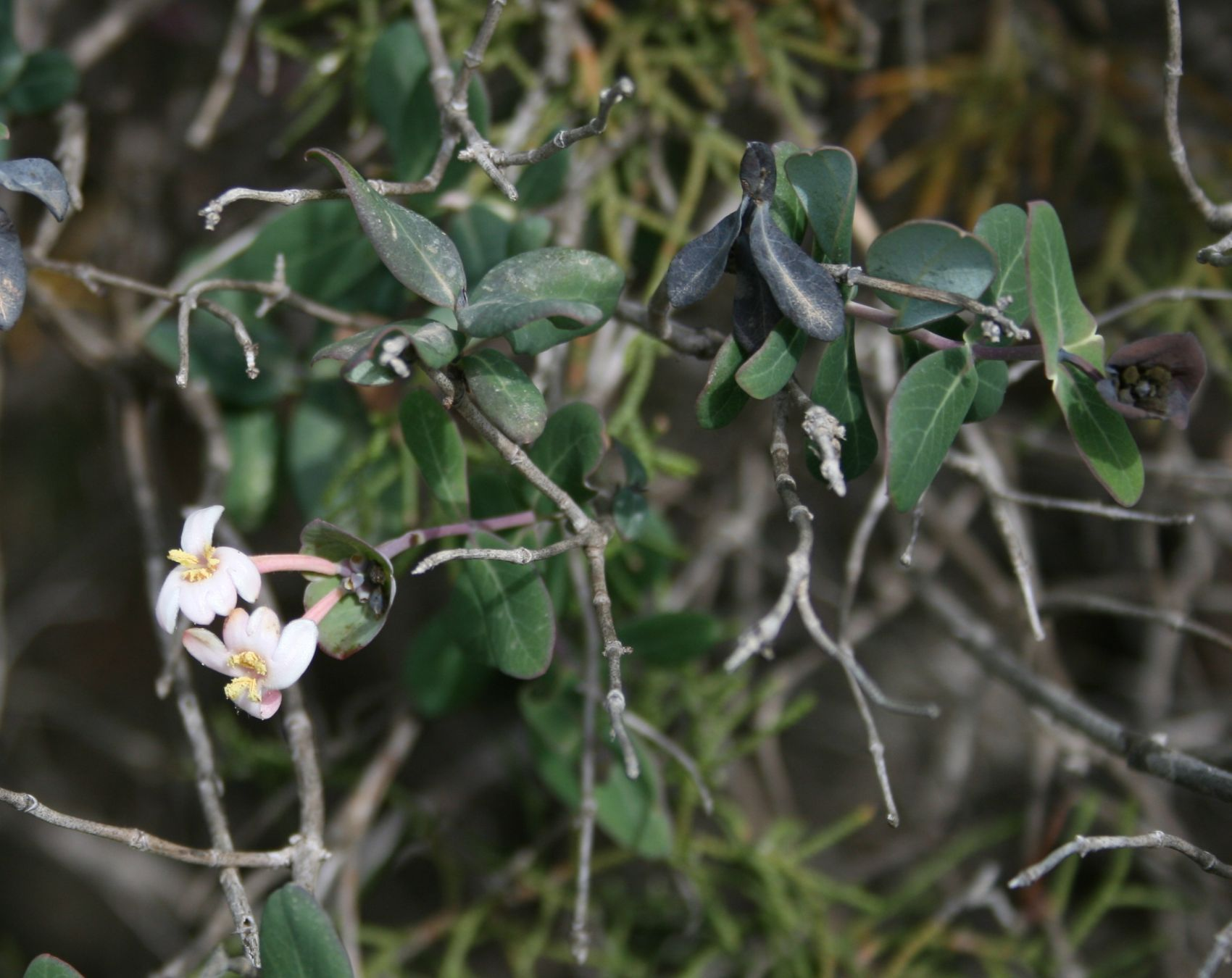
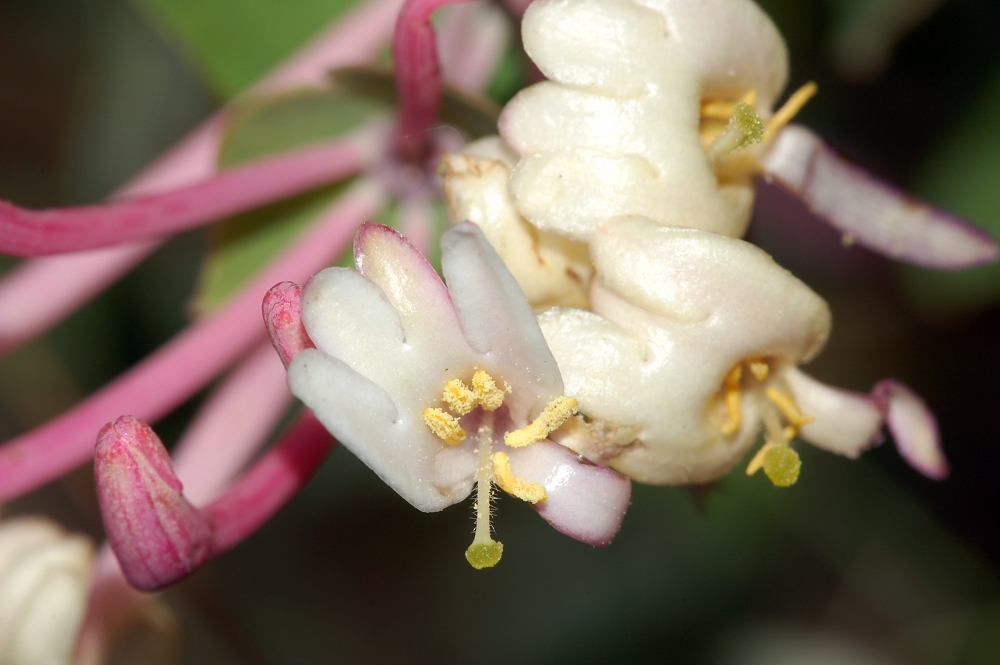
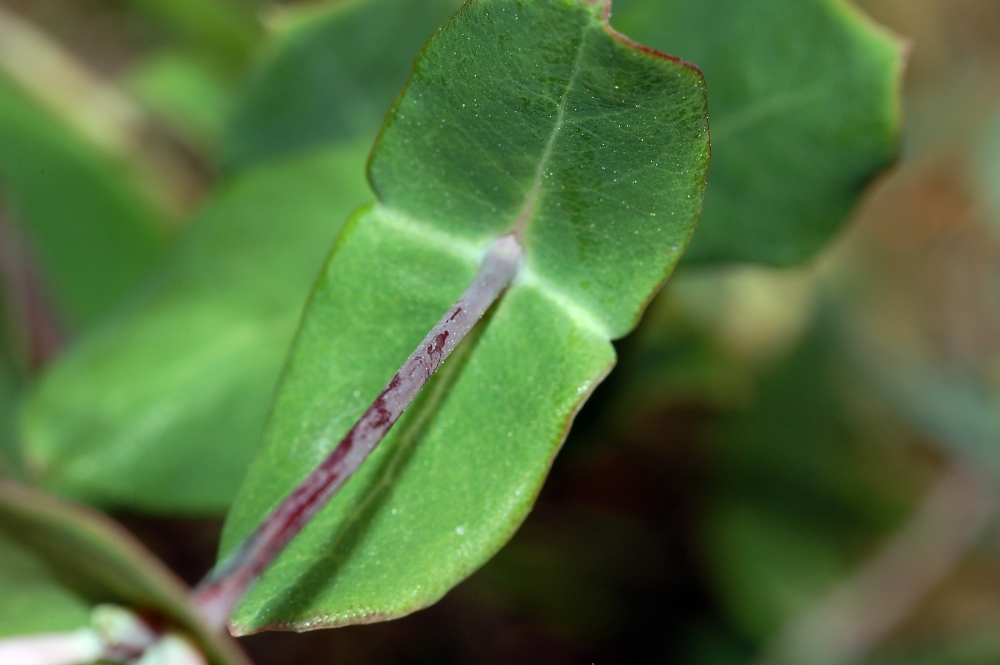
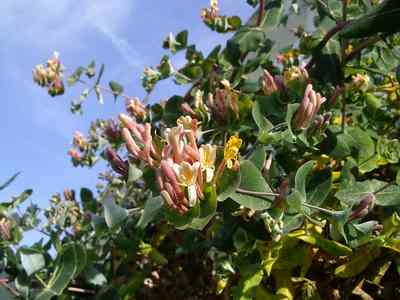
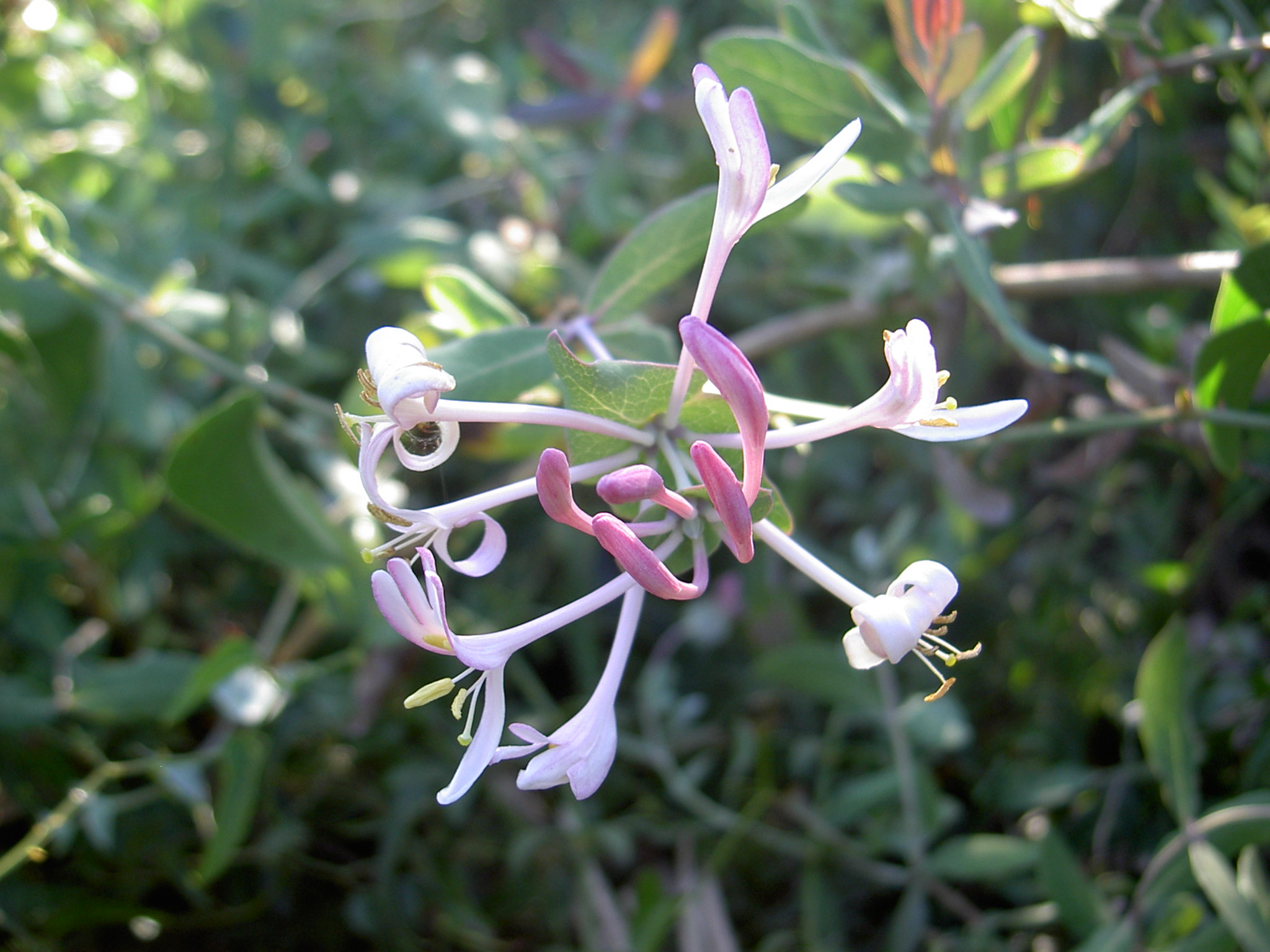